# Větrný mlýn ve Vážanech u Vyškova
Větrný mlýn ve Vážanech v okrese Vyškov je zaniklý mlýn německého typu, který stál u severovýchodního okraje obce poblíž cesty na Moravské Prusy.

## Historie
Větrný mlýn beraní u čp. 105 existoval před rokem 1872 a stál na trati Prostřední újezdy nad pazdernou. Jeho majiteli byli Václav a Mariana Pařízkovi, poté roku 1876 i Josef a Rosalie Pekaříkovi, 1895 Josef Pekařík, 1922 Anna Pekaříková a roku 1925 Jakub a Anděla Pekaříkovi.
V roce 1955 vydal Státní památkový ústav v Brně souhlas s jeho zrušením; hřídel a pateční kolo měly být užity na jiném objektu.